# Диско (остров)
Ди́ско, или Кекерта́рсуа́к ((дат. Disko øer), гренл. Qeqertarsuaq, в переводе — Большой остров), — остров, расположенный у западного побережья острова Гренландия в море Баффина. Входит в принадлежащую Дании автономную административную единицу Гренландию. К северо-востоку от острова расположен полуостров Нууссуак, минимальное расстояние до него через пролив Суллорсуак составляет около 12 км.

## Общие сведения

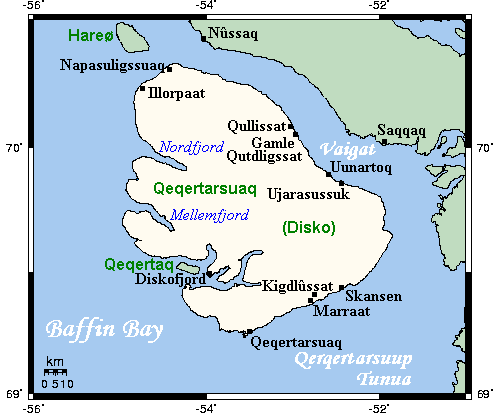
Карта острова Диско

Остров представляет собой расчленённое базальтовое плато. Пятая часть острова покрыта ледниками.
Площадь острова — 8578 км²; остров входит в сотню самых больших островов Земли по площади (85-е место).
Максимальная ширина острова — 160 км. Средняя высота над уровнем моря — 975 метров, наивысшая точка — 1919 метров над уровнем моря. Население — 1100 человек (2005).
На юге острова расположен портовый город Кекертарсуак, или Годхавн (дат. Godhavn); число жителей — 845 человек (2013 год). Город является административным центром одноимённого муниципалитета Западной Гренландии. На острове имеются месторождения бурого угля, железной руды.

## История
Впервые был обнаружен норвежцем Эриком Рыжим между 982 и 985 годами и использовался для охоты и рыбной ловли.

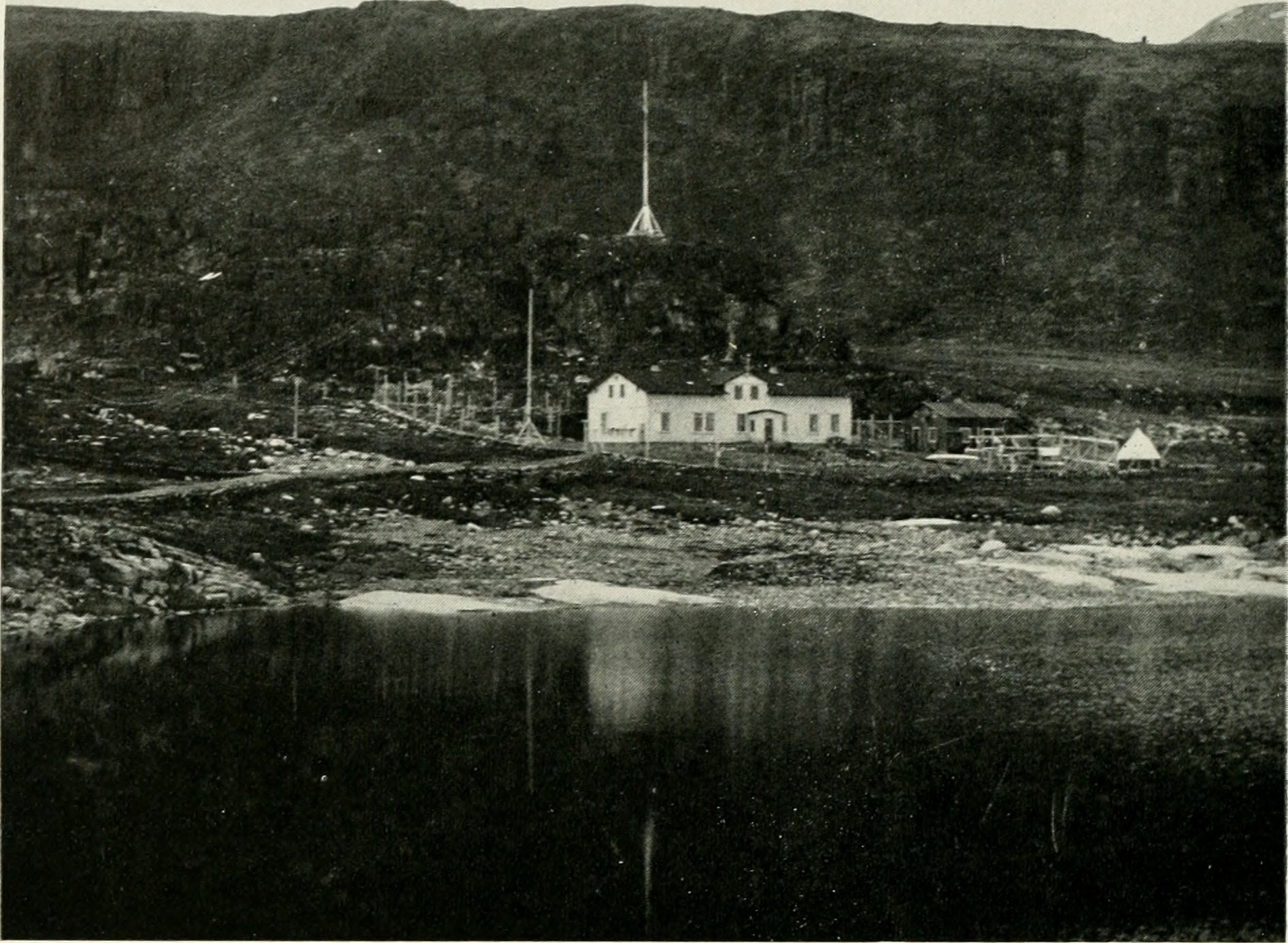
Датская арктическая станция на острове Диско. Фотография начала XX века

На стоянке Кекертасуссук (Qeqertasussuk) культуры Саккак нашли расчёску с волосами, анализ ДНК которых показал, что люди культуры Саккак не были генетически родственны никакой ныне проживающей на острове этнической группе, а являются дальними родственниками чукчей и коряков, проживающих в Северо-Восточной Сибири.

## Фауна
В 1994 году на острове Диско в пресноводных отложениях источника Исуннгуа (Isunngua) были обнаружены микроскопические беспозвоночные животные, позже описанные как вид Limnognathia maerski. Этот вид обладал настолько существенными отличиями от других известных животных, что был выделен в отдельный монотипический класс Micrognathozoa клады Gnathifera.